# 이성진 (야구 선수)
이성진(李城鎭, 1992년 2월 23일 ~ )은 전 KBO 리그 한화 이글스의 투수이다.

## 선수 시절

### 한국 프로야구 시절

#### LG 트윈스시절
2010년에 입단하였다.

#### 한화 이글스시절
2014년에 입단하였다.

### 한국 독립야구 시절

#### 연천 미라클시절
2019년에 입단하였다.

## 야구선수 은퇴 후
2020년부터 연천 미라클의 투수코치로 활동했다.

## 출신 학교
- 어방초등학교 (김해엔젤스리틀)
- 경남중학교
- 경남고등학교